# Quinto Fábio Máximo Alobrógico
Quinto Fábio Máximo Alobrógico (em latim: Quintus Fabius Maximus Allobrogicus) foi um político da gente Fábia da República Romana eleito cônsul em 121 a.C. com Lúcio Opímio. Era filho adotivo de Quinto Fábio Máximo Emiliano, cônsul em 145 a.C., e biológico de Lúcio Emílio Paulo Macedônico. Teve um filho homônimo, famoso por seus vícios.

## Carreira

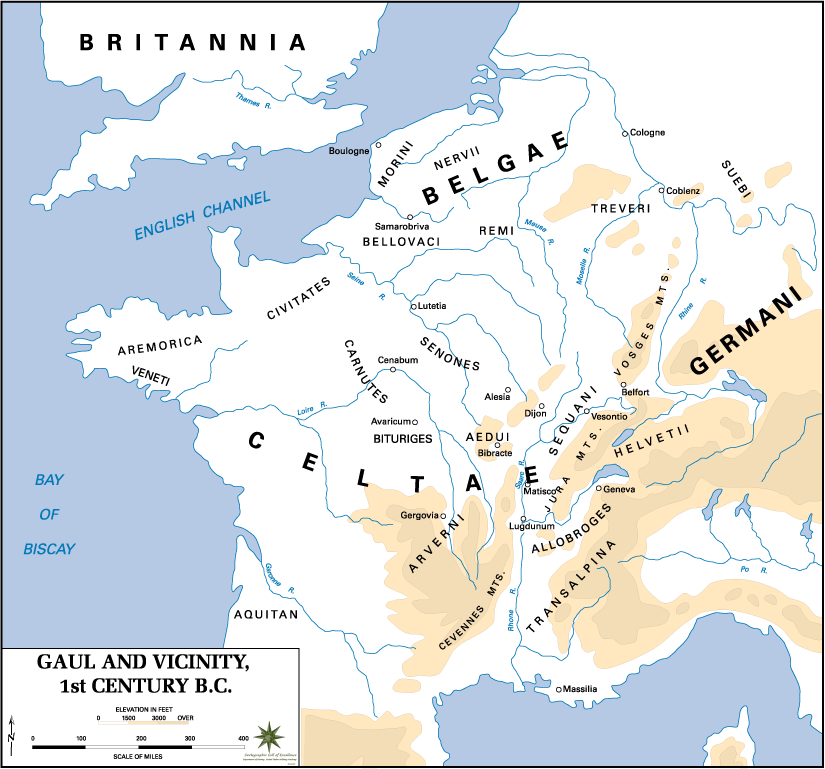
Mapa da Gália mostrando o território dos alóbroges.

Fábio aparece pela primeira vez durante as eleições para questor em 134 a.C., na qual foi recomendado aos eleitores por seu tio Cipião Emiliano. Depois que ele foi eleito, Cipião levou-o como seu questor à sua campanha na Hispânia Citerior, onde os dois lutaram a Guerra Numantina. Ainda lá, Alobrógico foi encarregado de 4 000 voluntários.
Em 124 a.C., ele já havia sido eleito ao cargo de pretor, pois, no ano anterior, foi nomeado propretor na Hispânia. Durante seu mandato, recebeu uma censura do Senado Romano, depois de uma moção de Caio Graco, por extorquir um resgate de cereais de uma cidade hispânica.
Fábio foi eleito cônsul em 121 a.C. com Lúcio Opímio e recebeu a Gália Transalpina como província consular, onde Cneu Domício Enobarbo, cônsul do ano anterior e procônsul da região vinha conduzindo a guerra de conquista romana contra os arvernos e alóbroges. Depois de derrotar o exército inimigo principalmente por causa do terror provocado entre eles pelos elefantes de guerra, Fábio recebeu o agnome de "Alobrógico" e celebrou um triunfo em Roma no qual desfilou para os romanos o rei dos arvernos, Bituito, em sua armadura de prata. Graças às ricas reservas de chumbo da Gália meridional, conseguiu dinheiro suficiente para construir o Arco de Fábio no Fórum Romano, cruzando a Via Sacra, perto do Templo de Vesta, onde colocou uma estátua sua.
Depois da morte de seu tio, Cipião Emiliano, em 129 a.C., ofereceu um banquete à cidade de Roma e proferiu o discurso funerário ao grande general, um fragmento do qual ainda existe.
Em 113 a.C., é possível que ele tenha sido o "Quinto Fábio" que foi enviado como líder de uma embaixada a Creta para ajudar a moderar disputas entre as várias cidades da ilha. Finalmente, em 108 a.C., ele (ou Quinto Fábio Máximo Eburno) foi nomeado para o cargo de censor romano.